# 莫尔斯沃思陨击坑
莫尔斯沃思陨击坑（Molesworth）是火星埃俄利斯区的一座撞击坑，其中心坐标位于南纬27.7度、西经210.9度处，直径169公里。该特征取名自英国皇家工兵部队少校暨业余天文学家珀西·布雷布鲁克·莫尔斯沃思（1867年-1908年），1973年被国际天文联合会行星系统命名工作组批准接受。
莫尔斯沃思陨击坑内有一座中央峰，撞击坑通常有一圈覆盖着喷射物的边缘，相比之下，火山坑则一般没有边缘或喷射沉积物。较大的陨石坑（直径大于10公里或6.2英里）里面常会有一座中央峰，这种中央峰是因撞击后坑底反弹所形成。

## 另请查看
- 火星撞击坑